# Lake Belvedere Estates
Lake Belvedere Estates – jednostka osadnicza w Stanach Zjednoczonych, w stanie Floryda, w hrabstwie Palm Beach.